# أولتيمت واريور
أولتيمت واريور (بالإنجليزية: The Ultimate Warrior) هو مصارع أمريكي محترف، ولد في 16/يونيو 1959 وتوفي في 8 أبريل 2014.

## روابط خارجية
- أولتيمت واريور على موقع IMDb (الإنجليزية)
- أولتيمت واريور على موقع إن إن دي بي (الإنجليزية)
- أولتيمت واريور على موقع ديسكوغز (الإنجليزية)
- أولتيمت واريور على موقع قاعدة بيانات الفيلم (الإنجليزية)
- أولتيمت واريور على موقع دبليو دبليو إي (الإنجليزية)
- أولتيمت واريور على موقع WrestlingData.com (الإنجليزية)
- أولتيمت واريور على موقع CageMatch worker (الإنجليزية)
- أولتيمت واريور على موقع قاعدة بيانات المصارعة على الإنترنت (الإنجليزية)
- أولتيمت واريور على موقع عالم المصارعة على الإنترنت (الإنجليزية)
- أولتيمت واريور على موقع عالم المصارعة على الإنترنت (الإنجليزية)